# Vitalij Vicenec'
Vitalij Volodymyrovyč Vicenec' (in ucraino Віталій Володимирович Віценець?, traslitterazione anglosassone: Vitaliy Vitsenets; Peršotravens'k, 3 agosto 1990) è un allenatore di calcio ed ex calciatore ucraino, di ruolo centrocampista, attuale tecnico dell'Under-19 del Kryvbas.

## Carriera

### Club
Ha esordito nel 2009 in prima squadra collezionando 2 presenze, e nel 2010 si trasferisce in prestito al Zorja. Scaduto il termine del prestito, ritorna alla squadra di Donec'k dove colleziona in una sola stagione 2 reti e 14 presenze per poi trasferirsi in prestito nel 2011 all'Illičivec' Mariupol', rimanendovi per due stagioni.
Nell'estate del 2016, in seguito ad un grave infortunio al ginocchio che lo ha tenuto lontano dal campo per due anni, annuncia il ritiro. Tuttavia, nel luglio del 2017 ritorna al calcio giocato firmando un contratto col Mariupol', rimanendovi fino alla fine dell'anno, quando un nuovo problema al ginocchio lo costringe al secondo e definitivo ritiro dal calcio giocato.

### Nazionale
Conta una sola presenza sia nell'Under-19 e sia nell'Under-21.

## Palmarès

### Club

#### Competizioni nazionali
- Campionato ucraino: 1

Shakhtar Donetsk: 2010-2011
- Coppa d'Ucraina: 1

Shakhtar Donetsk: 2010-2011

### Nazionale
- Campionato d'Europa Under-19: 1

Ucraina 2009